# Пабло Ларіос
Пабло Ларіос (ісп. Pablo Larios, 31 липня 1960, Сакатепек-де-Ідальго — 31 січня 2019, Пуебл) — мексиканський футболіст, що грав на позиції воротаря.
Виступав, зокрема, за клуб «Крус Асуль», а також національну збірну Мексики.
Чемпіон Мексики. Володар Кубка Мексики. Володар Кубка чемпіонів КОНКАКАФ.

## Клубна кар'єра
У дорослому футболі дебютував 1980 року виступами за команду клубу «Сакатепек», в якій провів три сезони, взявши участь у 82 матчах чемпіонату.
Своєю грою за цю команду привернув увагу представників тренерського штабу клубу «Крус Асуль», до складу якого приєднався 1984 року. Відіграв за команду з Мехіко наступні п'ять сезонів своєї ігрової кар'єри. Більшість часу, проведеного у складі «Крус Асуль», був основним голкіпером команди.
Протягом 1989—1994 років захищав кольори команди клубу «Пуебла». За цей час виборов титул володаря Кубка чемпіонів КОНКАКАФ.
Завершив професійну ігрову кар'єру у клубі «Торос Неса», за команду якого виступав протягом 1994—1998 років.
Помер 31 січня 2019 року на 59-му році життя у місті Пуебла.

## Виступи за збірну
1983 року дебютував в офіційних матчах у складі національної збірної Мексики. Протягом кар'єри у національній команді, яка тривала 9 років, провів у формі головної команди країни 48 матчів.
У складі збірної був учасником чемпіонату світу 1986 року у Мексиці, розіграшу Золотого кубка КОНКАКАФ 1991 року у США, на якому команда здобула бронзові нагороди.

## Титули і досягнення
- Чемпіон Мексики (1):

«Пуебла»: 1989—1990
- Володар Кубка Мексики (1):

«Пуебла»: 1989—1990
- Володар Кубка чемпіонів КОНКАКАФ (1):

«Пуебла»: 1991
- Бронзовий призер Золотого кубка КОНКАКАФ: 1991